# القديسون التسعة
القديسون التسعة هم مجموعة من المبشرين الذين ساهموا في دخول وانتشار المسيحية في ما يعرف الآن بإثيوبيا خلال أواخر القرن الخامس. 
كانت أسماؤهم: أبا أفسين (أو أفس)، وأبا أليف، وأبا أراجاوي (ويعرف أيضا باسم زاميكائيل)، وأبا جاريما (أو إسحق)، وأبا جوبا، وأبا ليقانيوس، وأبا بانتاليمون، وأبا سيهما، وأبا يماتا.
القديس أراجاوي يعتبره الأثيوبيون هو القديس المتقدم بين هؤلاء القديسين التسعة. كلمة أراجاوي تعني «الشيخ»، وكلمة «زاميكائيل» تعني «ميكائيل الكبير»، حيث أن «زا» تعني الكبير. ويسمى أيضا باسم «أرجاوي منفاس» أي «الشيخ الروحاني».
رحلوا إلى إثيوبيا انطلاقا من دير باخوميوس في صعيد مصر، هربا من الاضطهاد الذي أعقب مجمع خلقيدونية عام 451، وهو المجمع الذي أحدث الانشقاق في الكنيسة، بين معتقدي مذهب الطبيعة الواحدة للمسيح ومعتقدي مذهب الطبيعتين.
ورحلوا في فترة حكم الملك أليميدا (أو سالدابا) وهو الذي تلا حكم الملك تيزين أبو الملك كالب. وعندما قام الملك كالب بالتعاون مع العرب من أجل إنقاذ مسيحي اليمن في سنة 572 من اضطهاد الملك اليهودي ذي نواس، قام بالتماس صلاة أحد القديسين التسعة وهو القديس بانتاليمون.
أدت أنشطتهم إلى انتشار المسيحية إلى ما وراء المنطقة الواقعة بين عدوليس وأكسوم على طول طرق القوافل.
إلى جانب تحويل السكان المحليين إلى المسيحية، قاموا أيضًا بتأسيس عدد من البيوت الرهبانية التي تبعت نظام القديس باخوميوس:
- أسس الأب أفسين دير يها.
- وأنشأ أبا ألف معبدا أقصى الشمال في بييسة على الضفة الجنوبية لنهر القاش.
- يُنسب تأسيس دير دبرا دامو المهم إلى أبا أراجاوي.
- يعود الفضل لكل من ليقانوس وبانتاليمون في إنشاء دير بانتاليمون في أكسوم.
- أسس الأب جاريما دير أبا جاريما شمال عدوة.
- أبا جوبا أسس الدير في مادارا.
- أبا سيهما أسس الدير في سيدينيا.
- وأسس أبا يماتا المجموعة الواقعة في أقصى الجنوب في غارالتا، والتي اشتهرت بكنيسة أبونا يماتا غوه التي سميت باسمه.[4]

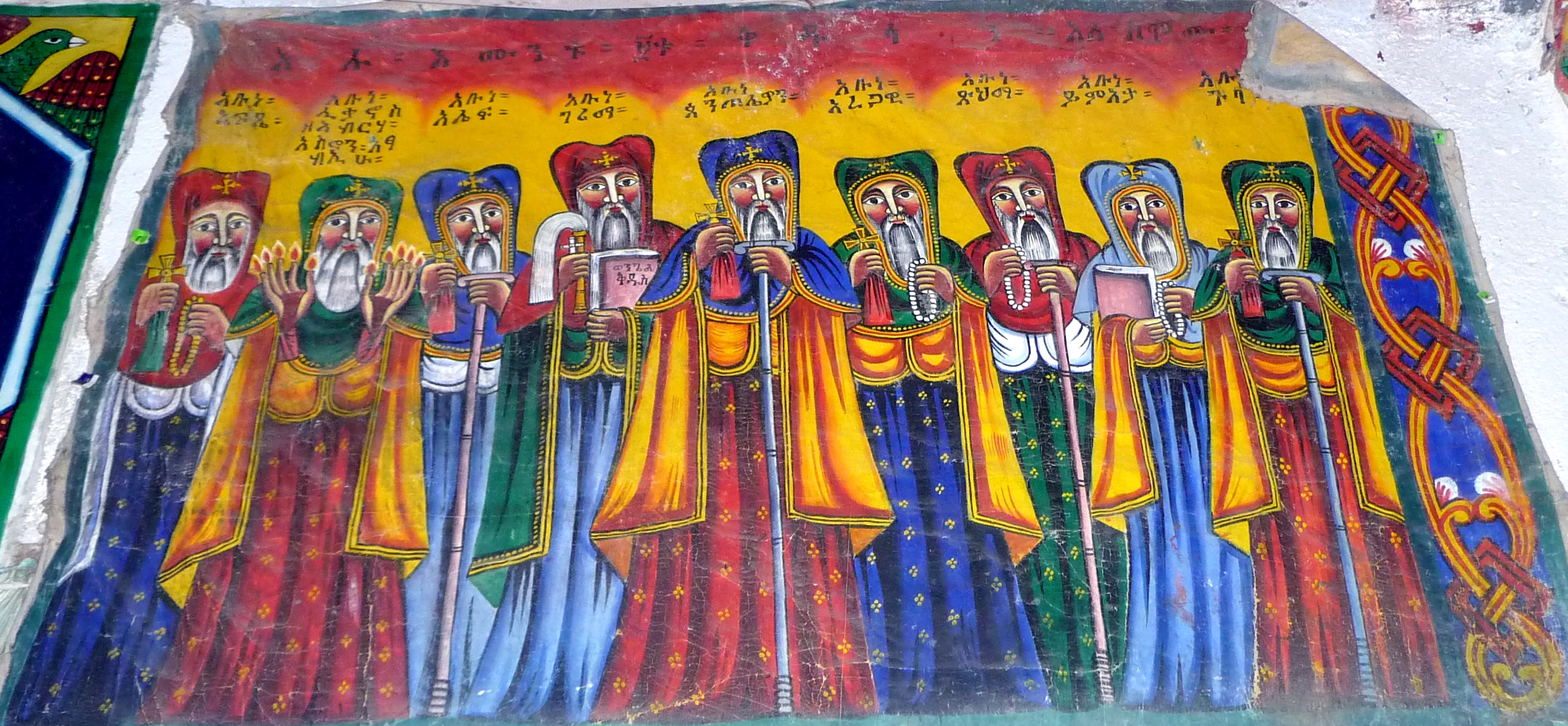
أيقونة القديسين التسعة، في دير أبا بينتاليوون بالقرب من أكسوم، إثيوبيا.

## أبا جاريما وإنجيل جاريما
يؤيد التأريخ الأخير بالكربون المشع فكرة وصول القديس أبا جاريما إلى دير أبا جاريما في عام 494.
تعتبر أناجيل جاريما، التي قيل أن جاريما كتبها، تعتبر الآن «أقدم مخطوطة مسيحية مصورة في العالم» وأقدم مخطوطة إثيوبية باقية على الإطلاق. 

## روابط خارجية
- حياة أبا بانتيليوون من قاموس السيرة الإثيوبية